# Principe Claudin
Claudin (o Claudine) nelle leggende arturiane è uno dei figli del sovrano franco Claudas. È presente sia nel Lancelot-Grail che ne La morte di Artù di Thomas Malory. Suo padre Claudas fu nemico di Artù e dei suoi alleati francesi Ban di Benoic e Bors il Vecchio. Alla fine venne eliminato da Artù, mentre Claudin divenne un virtuoso cavaliere della Tavola Rotonda, uno dei dodici che cercarono il Santo Graal.